# Cérices

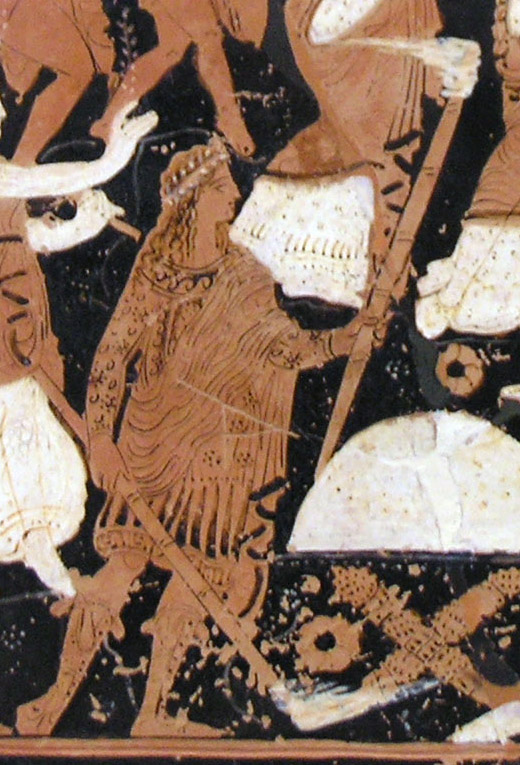
O deus Iaco em seu papel de daduco, carregando tochas e liderando a procissão dos iniciados nos Mistérios. Detalhe de um ex-voto do século IV a.C.

Os Cérices (Kerykes) foram um geno (clã) sacerdotal da Grécia Antiga, radicado principalmente em Atenas, de grande riqueza e influência, monopolizando algumas das principais funções dos Mistérios de Elêusis, especialmente a de portador da tocha (daduco, dadoukos), e ocupando destacadas posições na administração civil. Vários ramos se estabeleceram em outras cidades e alguns foram recebidos em Roma, onde também desempenharam cargos relevantes.
O clã reivindicava uma descendência do deus Hermes, e seu nome deriva da função de arauto (keryx), um dos atributos do deus como mensageiro do Olimpo e um dos encargos tradicionais dos Cérices nas celebrações dos Mistérios.

## Origem e caracterização

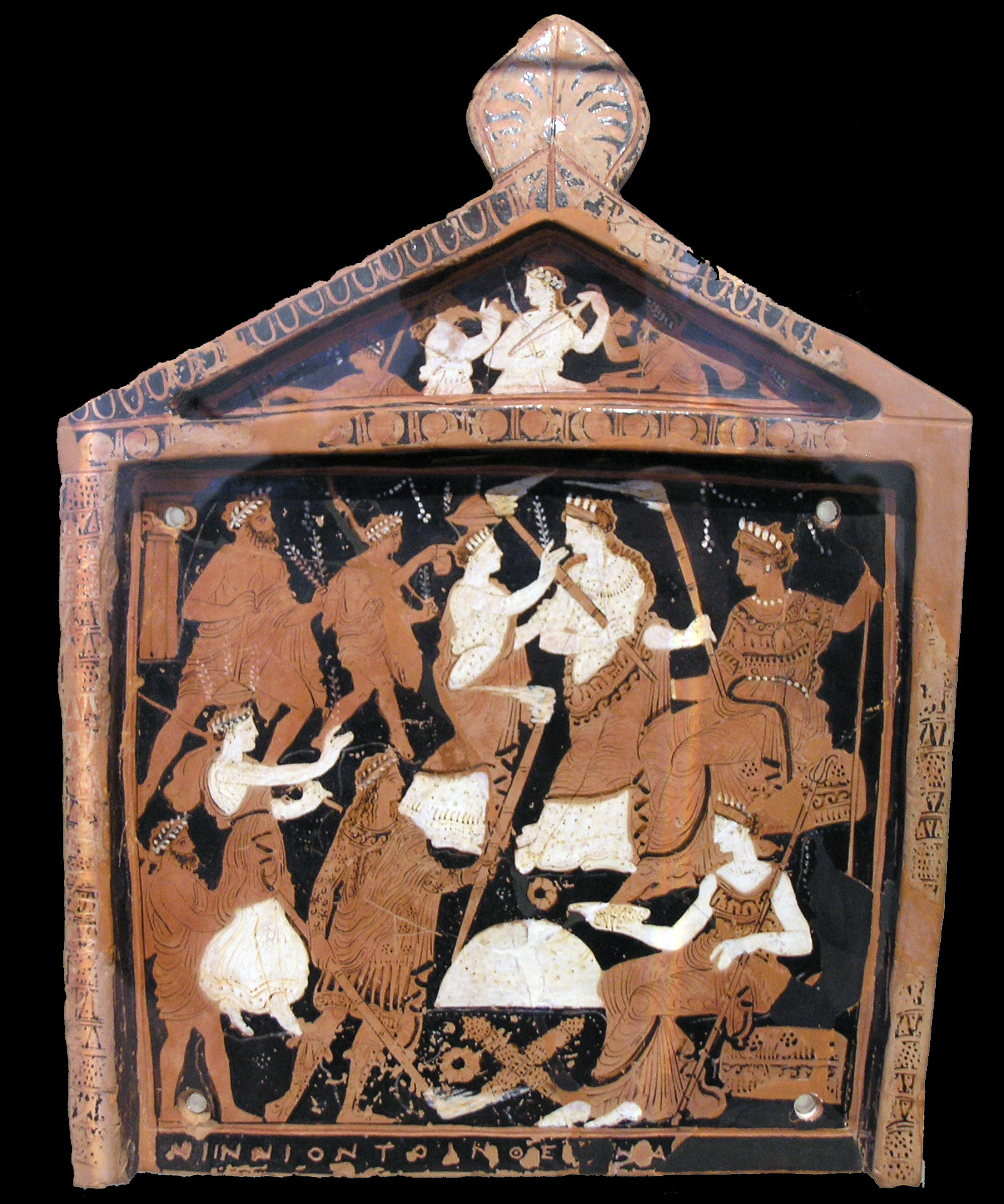
Ex-voto do século IV a.C. representando os Mistérios, mostrando no alto a deusa Deméter carregando tochas, atrás dela sua filha Perséfone, e em primeiro plano o daduco Iacos, também com tochas

Eram eupátridas, foram uma das principais famílias da Atenas clássica e uma das duas principais famílias sacerdotais dos Mistérios de Elêusis, uma das mais influentes instituições religiosas da Grécia, detendo hereditariamente a função de daduco (dadoukos, portador da tocha). A palavra daduco era também um epíteto de Deméter, deusa presidente dos Mistérios, que no mito carregava uma tocha enquanto procurava sua filha Perséfone. A principal família dirigente dos Mistérios era os Eumólpidas, que monopolizava a função de hierofante, sacerdote que supervisionava todos os ritos e realizava a etapa final da iniciação. Uma série de outras funções importantes era monopolizada por essas duas famílias. Posições de menor expressão eram atribuídas a outras famílias.
Não é claro qual ancestral fundador teriam tido, e tampouco é claro de que maneira vieram a controlar a prestigiada função de daduco. São atestados desde o século VI a.C., e alguns indícios sugerem que podem ter feito parte da elite de Elêusis já no século VIII a.C., mas eles próprios reivindicavam uma origem ateniense. Segundo Walton, não há evidências de que residissem em Elêusis no tempo das reformas de Clístenes (508 a.C.), o que para ele justifica a teoria de Ferguson proposta em 1938 de que eles originalmente eram uma associação organizada ou reorganizada no tempo da conquista de Elêusis por Atenas com o objetivo de permitir o acesso de atenienses à administração dos Mistérios. Outros estudiosos apoiam a teoria, mas ela permanece controversa, como o próprio Walton reconheceu. Fênipo e seu filho Cálias I são os primeiros a serem documentados. Cálias foi daduco e vencedor de provas hípicas nos Jogos Pítios e nos Jogos Olímpicos.

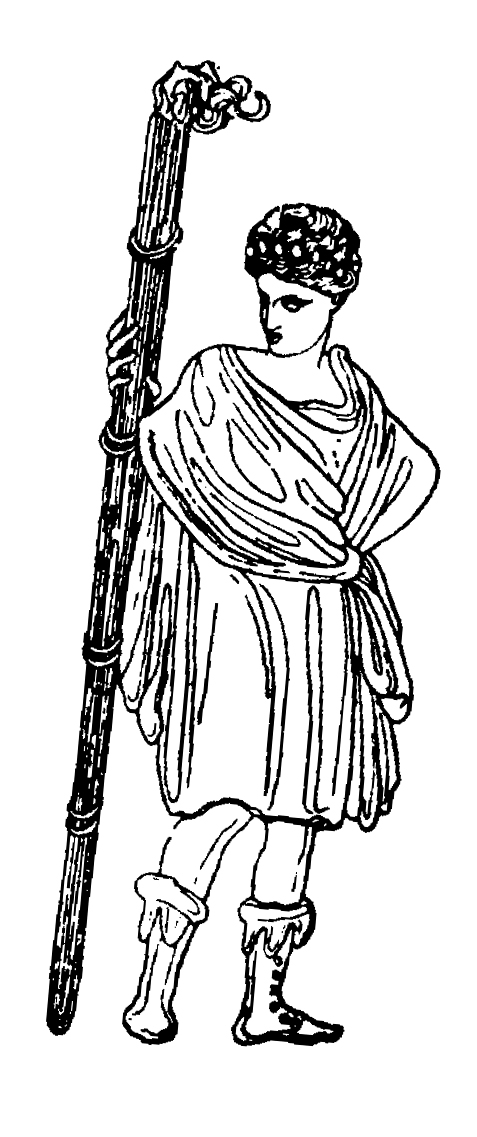
O Portador da Tocha, reprodução de detalhe da pintura do vaso Regina Vasorum, século IV a.C., com decoração eleusina

O daduco era o segundo oficial masculino em importância em Elêusis, vindo logo atrás do hierofante, e além de carregar a tocha, lia a proclamação, participava nas cerimônias purificatórias, na celebração dos ritos e na iniciação preliminar dos candidatos, e por um especial privilégio era o único oficial que usava o chamado Velocino de Zeus durante a purificação daqueles que haviam sido maculados por sangue. Associava-se ao hierofante na liderança da grandiosa procissão solene que ia de Atenas até Elêusis, que contava com a participação dos principais oficiais civis, delegações de outras cidades gregas e enviados estrangeiros; na oferenda de preces pelo bem estar do Estado, e possivelmente era responsável pela produção de efeitos de luz especiais. Usava uma regalia muito elaborada, tinha os cabelos atados atrás da cabeça e colocava uma faixa sobre a testa. Vivia com salário do Estado no pritaneu, e tinha o direito de ter uma estátua sua no santuário, mas não podia entrar no santo dos santos nem participar da exposição dos objetos sagrados ao iniciado durante a iniciação final. Uma sacerdotisa o auxiliava nas suas funções. Também deste clã tradicionalmente saía o sacerdote do altar, o arauto do sacrifício (keryx) e um dos organizadores das orgias sagradas.
A indicação para os cargos se fazia por sorteio dentro do clã e os escolhidos mantinham a posição por toda a vida. Eles e os Eumólpidas se alternavam na função de purificador (hydranos), oficial que aspergia a água sagrada sobre os candidatos à iniciação, equivalente a um batismo, e os preparava para os ritos. Os dois clãs também dividiam a função de mistagogo, aquele que conduzia os iniciados nos ritos preliminares, e podiam indicar candidatos de suas próprias famílias. Ambos se alternavam ainda na função de espondóforo, espécie de relações públicas e embaixador, que percorria as cidades gregas proclamando uma trégua para a celebração dos Mistérios, angariando doações e pedindo que as cidades enviassem delegações oficiais. Finalmente, os Cérices e Eumólpidas tinham, cada um, um representante na comissão que fazia toda a organização logística dos Mistérios, paga pelo Estado e coordenada pelo arconte rei, assessorado por outros dois oficiais atenienses.

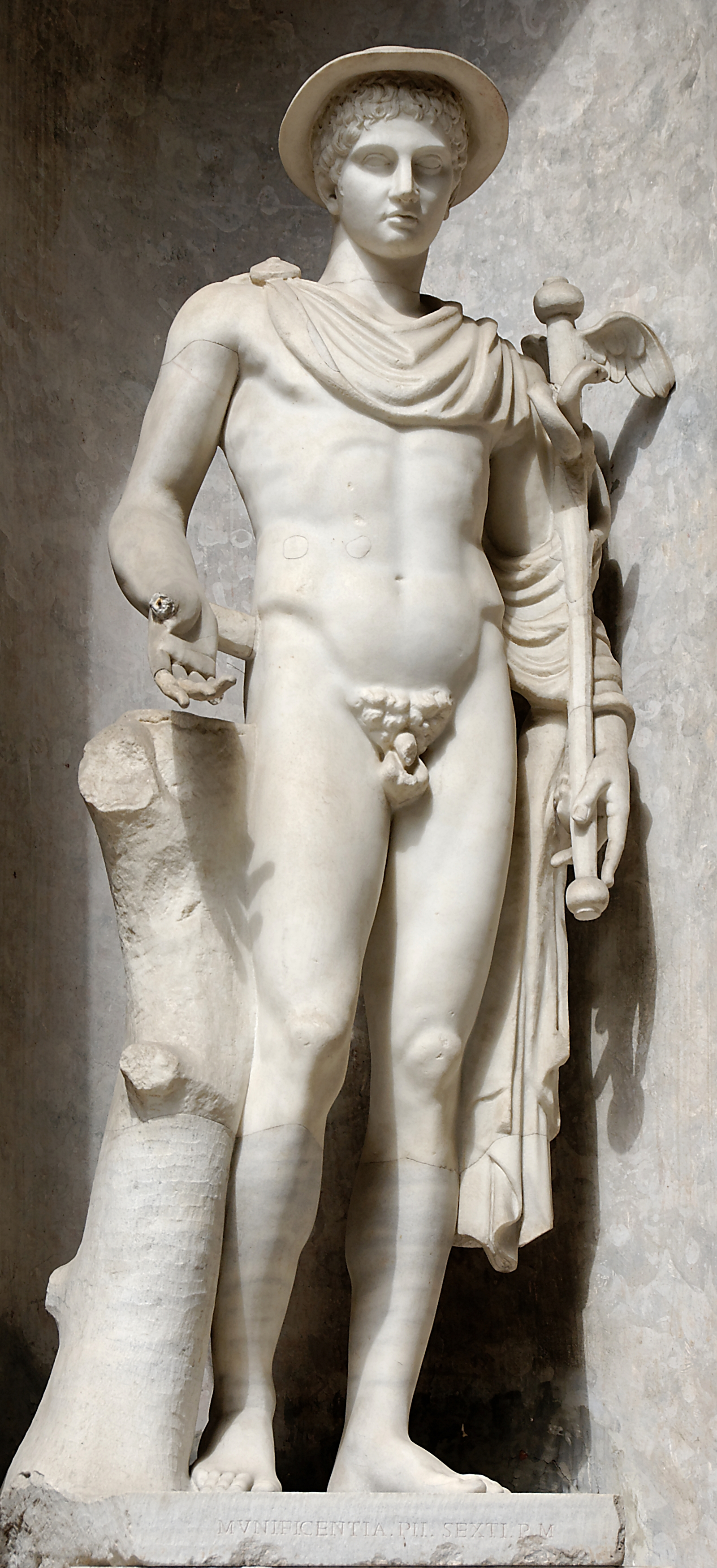
Hermes, Museu Pio-Clementino

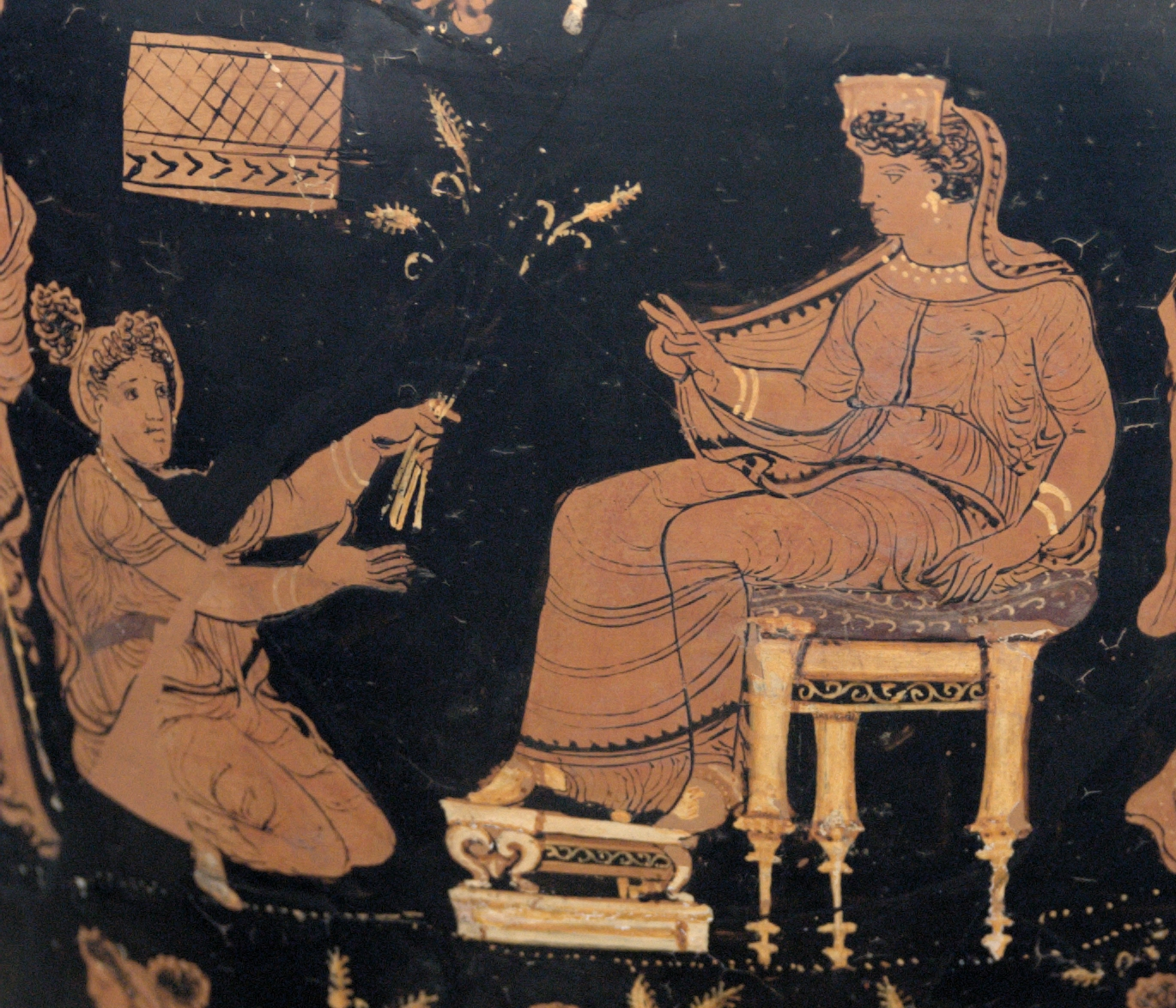
Cena dos Mistérios de Elêusis mostrando a deusa Deméter entronizada, recebendo uma oferenda e dando sua bênção

Bem depois do seu aparecimento iniciaram a construção do mito de que descendiam do deus Hermes através de seu filho Cérix, casado com uma filha de Cécrope, primeiro rei mítico de Atenas, filho dos deuses Hefesto e Gaia, estabelecendo uma razão para as honras que alegavam merecer e uma forma de competir com a ilustre tradição dos Eumólpidas, que também alegavam descender de Cécrope, e com os quais de qualquer maneira se aparentaram através de múltiplos casamentos. É possível que essas disputas tenham sido a origem da tradição alternativa que fala de Cérix como filho de Eumolpo, fundador epônimo dos Eumólpidas, a quem a deusa Deméter teria revelado os Mistérios.
Foram grandes proprietários de terras, exerciam grande influência política não apenas pelas suas importantes funções religiosas, mas também por ocupar magistraturas civis, e no século V a.C. ganharam uma vasta riqueza explorando minas de prata no sul da Ática, além de cobrarem altas taxas para a realização das suas funções sacerdotais. Em 460 a.C. uma lei ateniense regulamentou a cobrança dessas taxas para todas as famílias envolvidas nos Mistérios.
Relatos antigos afirmam que pretendiam ter um estatuto régio. Plutarco relata que Cálias II, neto do primeiro, um dos homens mais ricos de Atenas, lutou na Batalha de Maratona (490 a.C.) com toda a regalia sacerdotal, sendo tomado por um rei e recebendo a prosternação de alguns soldados. Um deles teria lhe oferecido um tesouro de ouro, que foi aceito, mas Cálias imediatamente teria morto o soldado. Depois foi enviado a Susa para concluir um tratado de paz com Artaxerxes, rei da Pérsia, mas parece que não teve sucesso. Em seu retorno a Atenas foi acusado de alta traição e condenado a pagar uma multa de cinquenta talentos.
Hipônico, filho de Cálias II, foi um comandante militar. Participou da invasão da Beócia (426 a.C.) e foi morto na Batalha de Délio (424). Seu filho Cálias III foi daduco mas ficou notório por sua libertinagem e extravagância, caindo na pobreza e sendo ridicularizado pelos poetas cômicos como um exemplo de ateniense degenerado. Uma cena do Simpósio de Xenofonte, bem como outra do Protágoras de Platão, se passam em sua casa. Apesar de sua vida dissipada, desempenhou um papel nos negócios públicos. Em 392 comandou os hoplitas atenienses em Corinto, quando os espartanos foram derrotados por Ifícrates. Em 371 estava à frente da embaixada enviada para fazer um acordo com Esparta. A paz resultante foi chamada em sua homenagem de Paz de Cálias. Xenofonte disse que nesta embaixada ele apresentou-se igualmente ataviado com a regalia sacerdotal e deu um discurso insistindo que detinha o estatuto de próxeno (diplomata de Esparta), alegando que ele teria passado hereditariamente em sua família desde o tempo de seu bisavô. Xenofonte acrescentou um comentário mordaz a essa história dizendo que Cálias era "o tipo de homem que apreciava ser elogiado por si mesmo não menos que ser elogiado pelos outros".
O grande tumulus familiar se localizava perto do Precinto XX do cemitério da Via Sagrada que ia de Atenas a Elêusis, sendo hoje identificado como a Tumba 9. A partir do século IV a.C. mantiveram uma residência oficial em Elêusis, onde eram realizadas reuniões e ritos especiais. No século III a.C. há poucos registros sobre a hierarquia dos Mistérios, e aparentemente nesta época os Cérices já não residiam em Elêusis e os daducos eram providos pela família dos Licômidas, mas ramos dos Cérices voltariam a ocupar a função a partir do século II a.C.

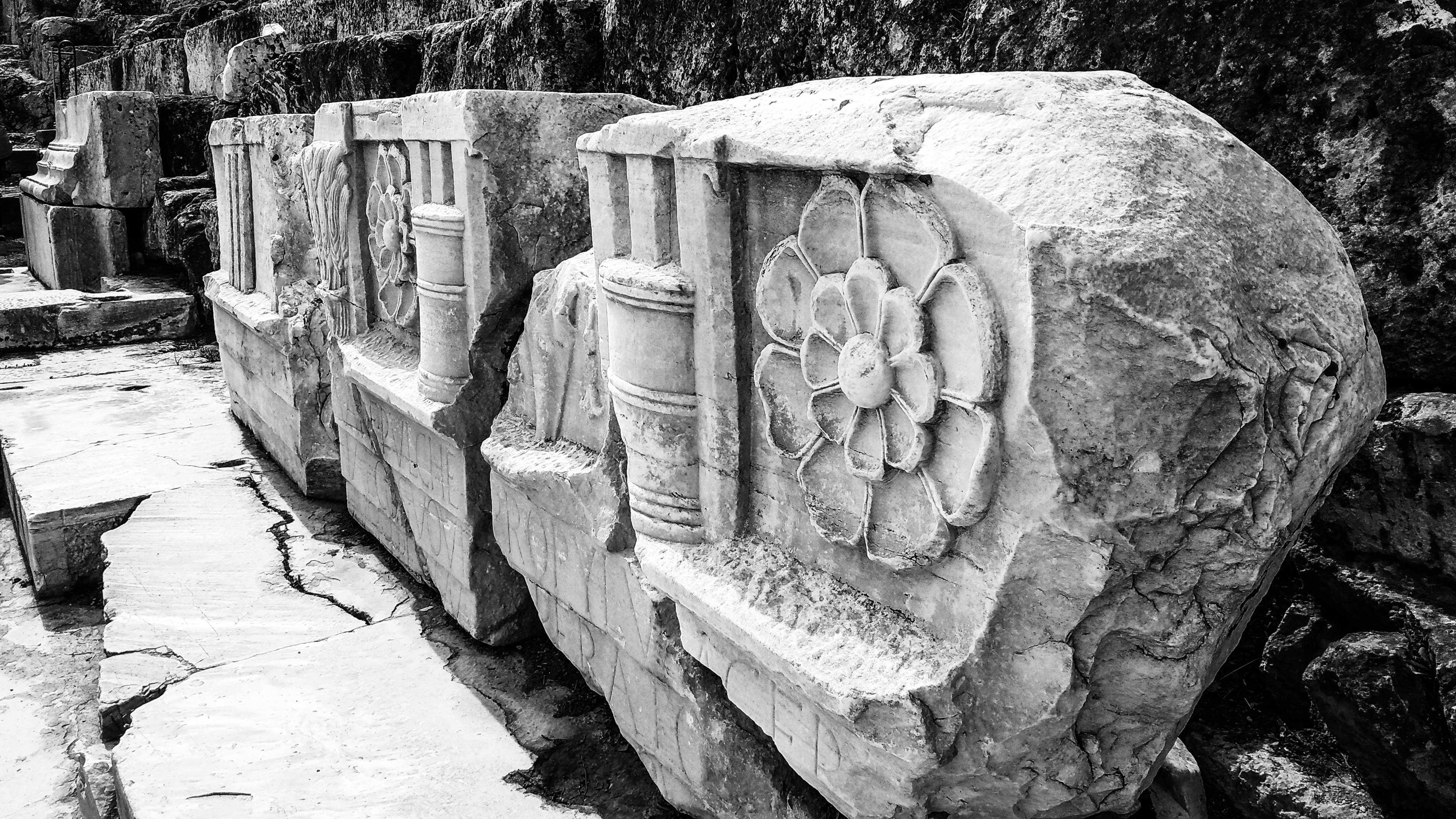
Fragmentos da decoração do antigo santuário de Elêusis

Um decreto ateniense honrando o daduco Temístocles, encontrado em uma inscrição de c. 20 a.C., cita numerosos membros do clã e parece trazer uma lista de daducos, citando dez pessoas antes dele, e acrescentando que antes desses outros já haviam ocupado a função, além de nomear todos os outros sacerdócios que o clã detinha. Nesta época o clã já tinha absorvido várias outras famílias ricas e influentes, e aparentemente a integração era possível através de casamento, o que envolvia a capacidade de assumir sacerdócios tradicionais do clã. Pelo menos em uma data tardia isso é provado por um decreto de Marco Aurélio proibindo que Valério Mamertino assumisse a função de arauto sagrado porque nem seu pai nem sua mãe eram Cérices. Não está descartada a possibilidade, embora não haja nenhuma prova incontroversa, de que a afiliação pudesse ser obtida mediante compra, especialmente depois da conquista romana, quando houve uma reorganização da elite grega. Na análise de Schiller, "no fim do século I o geno dos Cérices parece mais um clube político do que um clã sacerdotal. Dos trinta Cérices citados no decreto honrando Temístocles, pelo menos sete, se não mais, haviam sido arcontes epônimos". De qualquer modo, na era de Augusto eram sacerdotes em uma dúzia de cultos de diferentes deuses, ganharam o favor dos imperadores romanos, tornando-se, junto com os Eumólpidas, os preferidos na escolha dos sacerdotes do culto imperial em Atenas, e permaneceriam ativos em Elêusis até a dissolução do santuário.

## Ramos principais

### Cláudios de Melite

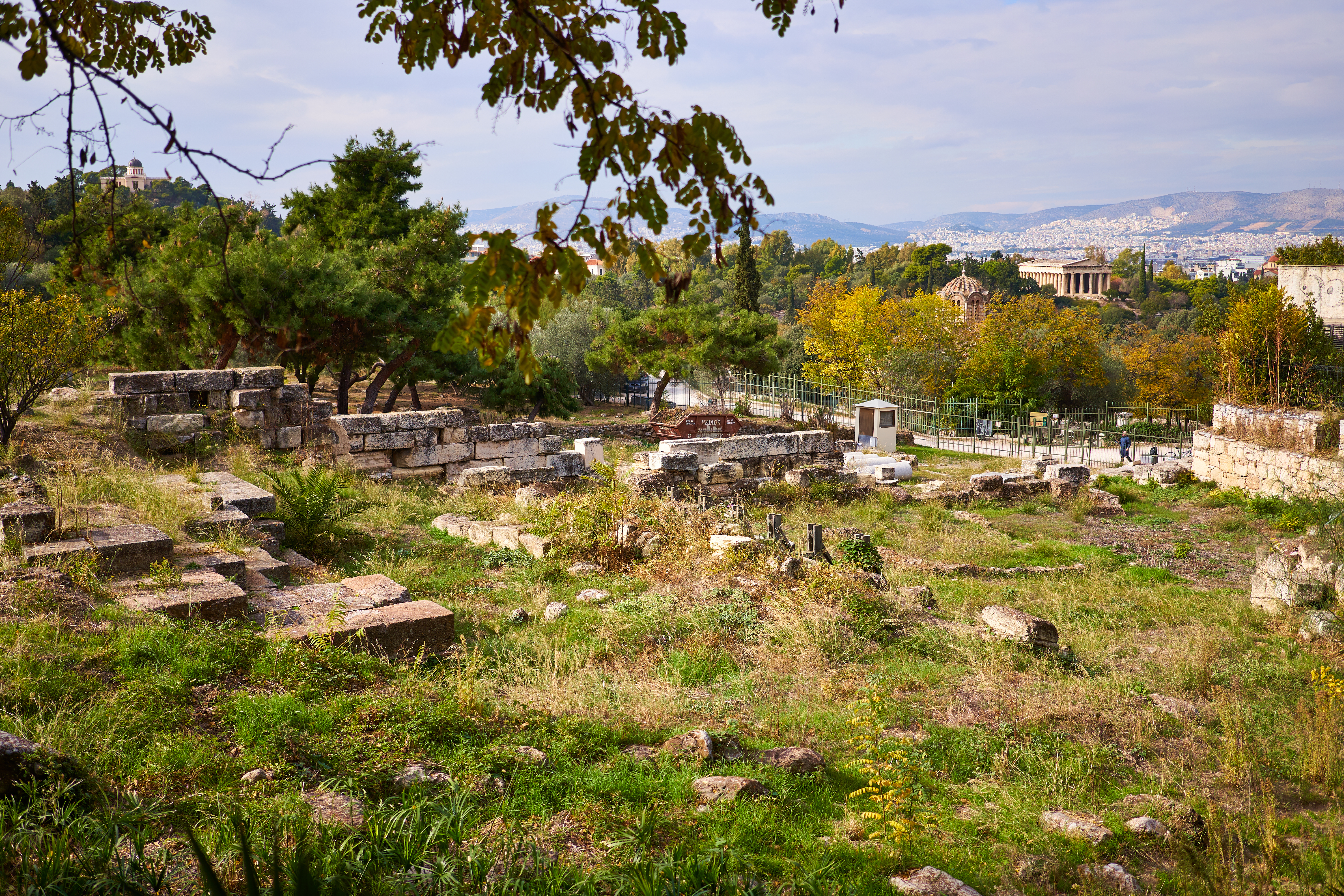
Ruínas do santuário de Elêusis

Conhecidos originalmente como Leônidas, é possível que sua integração ao geno dos Cérices tenha se dado através de um casamento antes da era cristã. Foram uma família de grande prestígio que recebeu a cidadania romana no tempo de Cláudio, adotando então o nome gentílico Cláudia, deles derivando vários sub-ramos. Estabeleceram-se primeiro na colônia de Melite, na ilha de Malta, onde foram destacados membros da aristocracia, mas o ramo que voltou a Atenas é mais importante. Entre os séculos I e II d.C. se tornaram uma das mais ricas e influentes famílias sacerdotais hereditárias atenienses, monopolizando certas funções do alto sacerdócio, incluindo o daducado, e também as principais magistraturas cívicas. Produziram eminentes personalidades e seu tronco principal pode ser rastreado quase ininterruptamente por mais de seis séculos. Através de casamentos receberam o sangue de reis orientais e do celebrado Temístocles, e alegavam ter entre seus ancestrais Péricles, Cônon e Alexandre Magno.
Leônidas V (40 a.C. – depois de 5 d.C.) foi o primeiro a se projetar neste ramo. Foi arconte epônimo de Atenas em 12-11 a.C., e após deixar o cargo foi homenageado com um monumento no santuário de Asclépio. Alguns anos depois era arauto do Areópago. Serviu também como estratego dos hoplitas e foi duas vezes reitor do Ginásio. Seu filho Lisíadas IV (c. 3 d.C. – depois de 41 d.C.) foi arconte epônimo em torno de 35 d.C. e arauto do Areópago entre 38-41 d.C. Recebeu a cidadania romana junto com seu filho Leônidas VII. Leônidas VII na segunda metade do século I foi o primeiro deste ramo a ser daduco, função que vários membros deste grupo depois ocupariam. Élio Praxágoras no século II foi daduco, arconte epônimo, mestre dos panegíricos em Elêusis, agonóteta (presidente) dos festivais das Panateneias e da Grande Asclepeia.
Tibério Cláudio Lisíadas VI (c. 70) foi arconte dos Cérices entre 117 a 136, arconte epônimo de Atenas em c. 174, prítane, daduco, mestre dos panegíricos dos Mistérios de Elêusis e por vários anos a partir de 138 foi sumo-sacerdote do culto imperial. Recebeu honras romanas e uma estátua lhe foi dedicada perto do Teatro de Dionísio. Seu filho Tibério Cláudio Sospes I (105 – c. 150) foi daduco e sacerdote do altar de Elêusis. Filóstrato se refere a ele como importante filósofo, homenageado pelos atenienses pela sua virtude e filosofia.

### Cláudios de Maratona

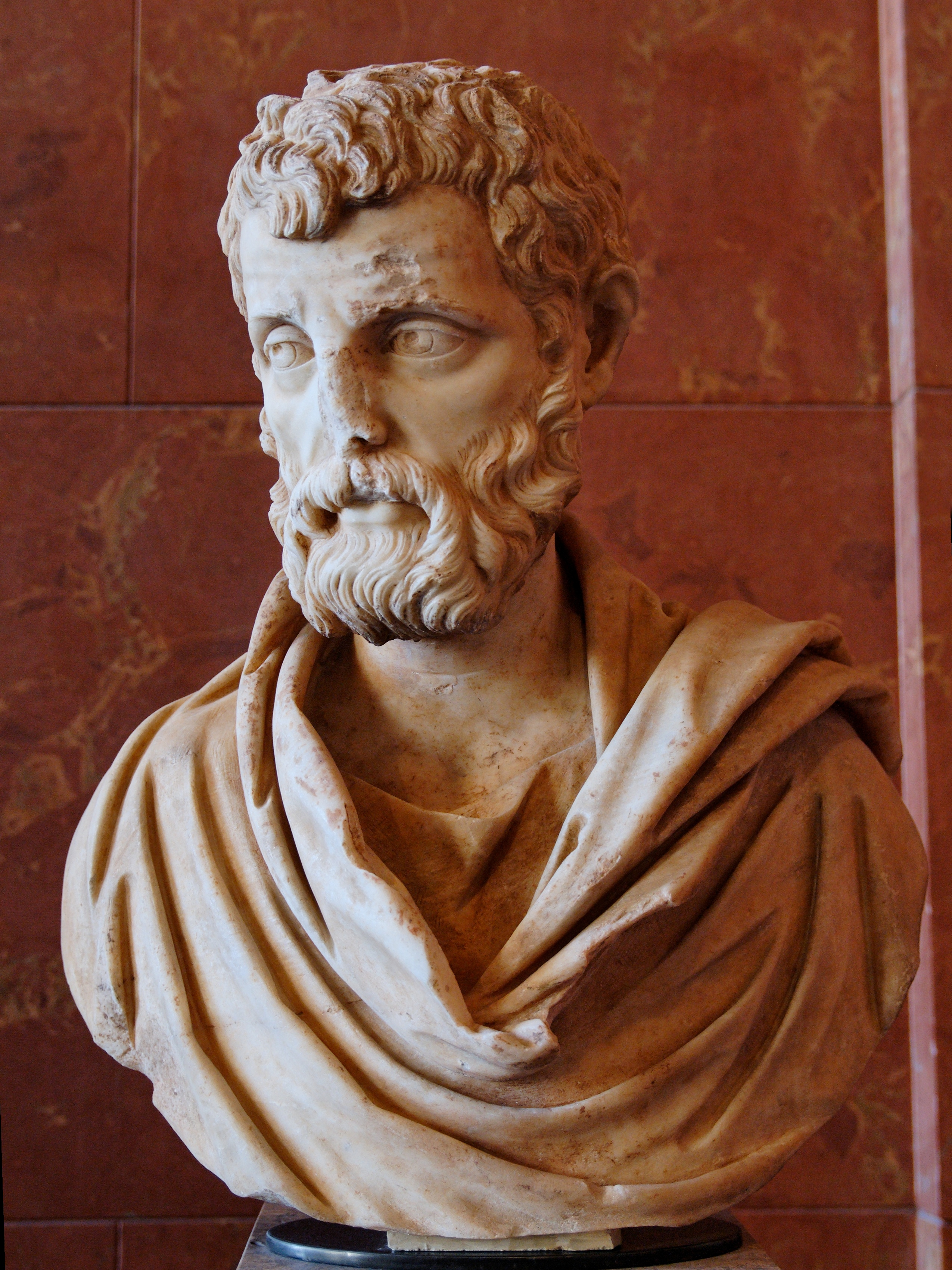
Busto de Herodes Ático

Os Cláudios de Maratona obtiveram três das quatro mais importantes funções em Elêusis. Estabeleceram ligações com Júlio César e Augusto, receberam a cidadania romana no tempo de Nero e por gerações foram sumo-sacerdotes do culto imperial em Atenas. Destaca-se Tibério Cláudio Ático no século II, sacerdote do culto imperial, patronomos (guardião das tradições) em Esparta, agonóteta dos Jogos Ístmicos em Corinto, recebeu homenagem em Roma e foi admitido no Senado, sendo depois cônsul sufecto em torno de 132 e membro de um colégio sacerdotal. Em torno de 130 era tamias (guardião, tesoureiro) do pritaneu da tribo dos Aiantes, foi sumo sacerdote dos Sebastos e evergeta em Giteio, onde foi homenageado como patrono "salvador" e "restaurador".
Seu filho foi o famoso Herodes Ático, um dos grandes evergetas de seu tempo, sacerdote de Dionísio, alto sacerdote do culto imperial em torno de 138, arconte epônimo de Atenas em 126-127, de 137 a 141 foi arconte da Liga Pan-helênica criada por Adriano, de quem foi amigo; depois foi questor, tribuno da plebe, pretor, corregedor das cidades livres da Ásia, senador, cônsul, membro dos colégios de sacerdotes do Divino Augusto e do Divino Adriano, professor de retórica de Marco Aurélio e Lúcio Vero e agonóteta das Panateneias em Atenas. Recebeu homenagens públicas em Elêusis, Corinto, Delfos, Olímpia e Éfeso.

### Cláudios de Súnion e Epidauro
Os Cláudios de Súnion e Epidauro se tornaram uma das principais famílias de Atenas entre os séculos I e III d.C. Tibério Cláudio Nicotelos (c. 30) é o mais antigo nesta linha. Provavelmente nasceu em Epidauro, onde ganhou grande proeminência como evergeta da cidade durante os reinados de Calígula e Cláudio. Foi sacerdote do culto imperial, dedicou estátuas a Cláudio e Agripina, e entre 37 e 45 d.C. foi patrono de três festivais imperiais dedicados a Asclépio. Recebeu a cidadania romana e ateniense. Seu filho Tibério Cláudio Demóstrato (75) viveu em Atenas e tornou-se uma figura particularmente ilustre. Recebeu o privilégio incomum de ser iniciado nos Grandes Mistérios de Elêusis sendo ainda um adolescente. Depois foi estratego dos hoplitas, reitor do Ginásio, arauto do Areópago, exegeta do geno dos Eumólpidas, sacerdote de Posídon Erecteu, prítane e agonóteta do Grande Festival de Elêusis. Teve uma estátua levantada em sua honra em Elêusis.

### Teofrastos
Os Teofrastos foram uma das principais famílias aristocráticas e sacerdotais de Agnus, um dos demos da Ática, depois ramificada para Atenas. Xênocles I é o primeiro da família. Foi daduco no fim do século III a.C., assim como seu filho Sófocles, que foi também sacerdote de Apolo em Argeio. Teofrasto I foi hierofante das Panateneias em Atenas em 156-155 a.C. Seu filho Temístocles I foi daduco, arconte dos Cérices em 106-105 a.C., monetalis (concessionário da cunhagem de moeda) e agonóteta das Panateneias. Teofrasto II, filho de Temístocles I, foi daduco e pai de Temístocles II, daduco em 25 a.C., monetalis e, através de seu casamento com Nicostrata, herdou o sacerdócio de Posídon Erecteu em Atenas. Seu filho Diocles I (c. 15 a.C. – depois de 40 d.C.), estratego dos hoplitas em 37-34 a.C., arconte epônimo no reinado de Calígula, recebeu homenagens em Elêusis. Aparentemente foi o primeiro ateniense a ostentar publicamente os títulos de "amigo do imperador" e "amigo do povo". Foi o último homem de sua linhagem.

### Outros representantes
Hierocleide participou com o hierofante na determinação dos limites do campo sagrado em torno de 350 a.C. Pitodoro resistiu à admissão ilegal de Demétrio Poliórcetes nos Mistérios em 302.  Apolexis de Oion iniciou sua carreira como tesoureiro efebo em torno de 40 a.C., vinte anos mais tarde era arconte epônimo. Também foi ginasiarca. Leôncio de Cefísia serviu em torno de 20 a.C. como pírforo (doador do fogo) e sacerdote no culto conjunto das Cárites e Ártemis Epipírgída na Acrópole. Na mesma época Dositeu de Maratona serviu nos Mistérios como carregador da pedra sagrada, foi sacerdote de Zeus, Atena e Posídon e em torno de 1 a.C. era arconte rei. Demóstrato de Palene foi himnagogo (condutor dos hinos) dos Cérices, sacerdote do culto de Roma e Augusto em torno de 4-14 d.C., e nesta capacidade supervisionou a reconsagração do templo restaurado de Nêmesis em Ramnos para a Divina Lívia. Dionísio de Palene, filho de Demóstrato, foi arauto das Deusas Gêmeas nos Mistérios, e parece ter sido arconte epônimo ou estratego, ou ambos.